# Romuald i Roman
Romuald i Roman (zapisywane jako Romuald & Roman) – polski zespół rockowy założony w maju 1968 roku we Wrocławiu. Legenda muzycznego undergroundu.

## Historia

### Okres pierwszy (1968–1972)
Romuald i Roman powstał na bazie dwóch wrocławskich zespołów: ELAR 5 i Grupa I. Zespół został założony przez Romualda Piaseckiego (śpiew, gitara) i Romana Runowicza (śpiew, gitara). W skład grupy wchodzili także: Jacek Baran (ps. Baron) (gitara basowa) i Andrzej Tylec (perkusja). Zespół w założeniu miał grać rock psychodeliczny i awangardowy z wielominutowymi solówkami gitarowymi i z dużą dozą improwizacji, czego zwolennikiem był Runowicz. Menedżerem zespołu był Tomasz Tłuczkiewicz, teksty zaś do kompozycji członków grupy pisali Ryszard Wojtyłło (10 tekstów) i Andrzej Kuryło (12 tekstów). Nazwa „Romuald & Roman” pochodzi od imion założycieli i została wymyślona podczas występu we wrocławskim Technikum Chemicznym, ponieważ formacja była też bardzo dobrą orkiestrą taneczną zapełniającą wrocławskie kluby i zabawy szkolne (w pierwszej części swoich występów grywał covery z rep. The Rolling Stones, The Animals, czy The Artwoods), a nieco później także kołobrzeskie i sopockie (Teatr Letni w 1970 roku) „Non Stopy”.
Muzycy, mający wówczas za sobą pierwsze estradowe doświadczenia, zabrali się za organizowanie nowej grupy metodycznie, poważnie i zawodowo, o czym świadczą choćby nazwiska kierownictwa artystycznego i ekipy technicznej na czele ze Stanisławem Lose (scenograf, reżyser widowisk scenicznych), Wojciechem Hornowiczem (reżyser dźwięku), Andrzejem Wallem, Andrzejem „Anzelmem” Knapczyńskim (oświetleniowiec) i Tadeuszem Grzebieniem (specjalista od efektów filmowych na scenie). Widowiska sceniczne grupy wzbogacone były efektami wizualnymi i świetlnymi (w ich skład wchodziły projekcje filmów animowanych – głównie Normana McLarena, dokumentalnych, fabularnych, przeźroczy, a także efekty pirotechniczne i tzw. olejowe projekcje psychedelic), które w połączeniu z muzyką stanowiły swoisty spektakl wzbogacony o taniec Alicji Sierszulskiej, a także (przez pewien czas) pierwszego fotografa zespołu Jacka Samotusa, mającego za sobą półroczny staż w Studenckim Teatrze Pantonimy „Gest” (oboje tańczyli za oświetlonym parawanem).
Romuald i Roman zadebiutował w czerwcu 1968 roku na Wiosennym Przeglądzie Zespołów Muzyki Rytmicznej we Wrocławiu, gdzie zdobyli nagrodę publiczności i wyróżnienie jury. Kolejnymi sukcesami okazały się zwycięstwa grupy na Ogólnopolskim Festiwalu Muzyki Młodzieżowej w Częstochowie (listopad 1968, I nagroda), gdzie wyprzedziła Pięciu z Warszawy i gliwickim konkursie Studencka Estrada '68 (I nagroda) – przedstawiony na obydwu imprezach ambitny i efektowny program odbiegał nieco od pewnych konwencji obowiązujących wówczas w muzyce rozrywkowej, zaś najbardziej reprezentatywnym dla tych tendencji jest kompozycja Requiem dla pastora Kinga. W lutym 1969 roku zespół dokonał pierwszych nagrań dla Polskiego Radia Wrocław, które wydano na singlu Polskich Nagrań Pytanie czy hasło / Człowiek i został laureatem I miejsca dolnośląskich eliminacji II Młodzieżowego Festiwalu Muzycznego w Rybniku. W repertuarze Romualda i Romana z tego występu wyróżniał się Psalm 97 Jana Kochanowskiego z muzyką Marka Dyżewskiego, późniejszego rektora Akademii Muzycznej im. Karola Lipińskiego we Wrocławiu. Zespół wykonywał dwa psalmy Kochanowskiego, zaś sam kompozytor nazwał je „Renesansowym bigbitem”.
W finale II Ogólnopolskiego Młodzieżowego Festiwalu Muzycznego, zespół zajął II miejsce, zdystansowany przez Dżamble z Krakowa. Rekompensatą za gorycz drugiego miejsca było otrzymanie prestiżowej nagrody Romana Waschki ze Sztandaru Młodych – „Złotej Ważki 1969” – za próbę widowiska młodzieżowego z wykorzystaniem form pozamuzycznych. W marcu 1969 roku Romuald i Roman czterokrotnie wystąpił w Sali Kongresowej. Występ wrocławskiej grupy podczas VII międzynarodowej edycji Musicoramy obok zespołów: Bizony, a także The Free, The Freelations i The Famous Bells – po raz kolejny przyniósł jej uznanie publiczności. 24 kwietnia 1969 roku powołano do wojska Jacka Barana, a jego miejsce zajął grający dotychczas w Drumlersach basista Leszek Muth. W czerwcu 1969 roku zespół wziął udział w starowłoskiej komedii „Dziewczyna z Ankony”, autorstwa Angelo Beolco w reż. Włodzimierz Herman z muzyką Jerzego Pakulskiego, wystawionym na deskach sceny kameralnej Teatru Polskiego we Wrocławiu. Romuald i Roman wykonywał w trakcie przedstawienia muzykę autorstwa Pakulskiego i proste zadania aktorskie, co zwiększyło jego atrakcyjność wśród młodzieży, która wypełniła widownię. Zagrano 52 przedstawienia.
W lipcu 1969 roku zespół przez dwa tygodnie występował na warszawskim Solcu, we wrześniu zaś jako gwiazda wziął udział w inauguracji I Przeglądu Amatorskich Grup Muzycznych w Chodzieży. W listopadzie 1969 roku na I Ogólnopolskim Festiwalu Awangardy Beatowej (OFAB) w Kaliszu przyznano grupie I miejsce i Polskiej Federacji Jazzowej. W ankietach miesięcznika Jazz (lata 1969 i 1970), w kategorii „Zespół” zajął kolejno X i VIII miejsce, natomiast w kategorii „Odkrycie roku” IV miejsce. Było to duże osiągnięcie, ponieważ muzyka Romualda i Romana wymykała się tradycyjnej klasyfikacji, a sama formacja nie należała do pupili władzy. W 1970 roku psychodeliczna piosenka zespołu, a zarazem największy przebój „Romków” Bobas (muz. R. Piasecki, sł. R. Wojtyłło) ukazała się na składance Przeboje non stop oraz na dwóch pocztówkach dźwiękowych. Utwór przez wiele tygodni zajmował I miejsce na Radiowej Liście Przebojów Polskiego Radia. Także piosenka Będziesz panią w moim piekle (muz. R. Runowicz, sł. A. Kuryło) wielokrotnie znajdowała się na listach przebojów. Wiosną 1970 podczas VII Festiwalu Jazz nad Odrą odbył się koncert zespołów spod znaku tzw. awangardy beatowej, w którym wzięli udział: Klan, Pięciu i Romuald i Roman. Występ został niebawem powtórzony pod nazwą Konfrontacje Jazzowe, lecz tym razem wrocławska grupa wystąpiła z towarzyszeniem free-jazzowej formacji Ryszarda „Gwalberta Miśka „Freedom”.
W 1970 odszedł Lose, a w 1971 Tłuczkiewicz, którego zastąpił Bogdan Piwowarczyk (1971–1973). Wiosną tego samego roku Czesław Niemen zadał grupie śmiertelny cios podkradając do swojego zespołu Niemen Enigmatic perkusistę Andrzeja Tylca. Romuald i Roman w nowym składzie, który tworzyli: Romuald Piasecki (gitara), Roman Runowicz (śpiew, gitara), Kazimierz Cwynar (gitara basowa; równolegle Nurt) i Stanisław Kasprzyk (perkusja), wystąpił w filmie „Trąd” (reż. Andrzej Trzos-Rastawiecki; premiera: 2 grudnia 1971), wykonując utwór Gdyby przebaczać mogli wszyscy (muz. R. Runowicz, sł. A. Kuryło). Zdjęcia były kręcone w nieistniejącej już wrocławskiej kawiarni „Narcyz”, która mieściła się na ul. Piastowskiej (opodal skrzyżowania z ul. Grunwaldzką). Wraz z odejściem Romana Runowicza do Nurtu, zespół został skazany na wegetację. W styczniu 1972 roku wystąpił jeszcze na Festiwalu Młodzieżowej Muzyki Współczesnej w Kaliszu, lecz został chłodno przyjęty przez publiczność i wkrótce przestał istnieć. Niejako łabędzim śpiewem wrocławskiej formacji z pierwszego okresu działalności można nazwać ostatnie nagrania radiowe z tego okresu, czyli dwie akustyczne ballady: Jak dwie rzeki (muz. A. Tylec, sł. A. Kuryło) i W białą Noc Narodzenia (muz. R. Piasecki, sł. R. Wojtyłło). Obydwie piosenki zostały zarejestrowane w 1971 roku.
Z kolei zarejestrowane w 1972 roku utwory Spacer mleczną drogą i Towarowy rusza do Indii, obrazują kolejne poszukiwania muzyczne zespołu w których nadal pobrzmiewały echa psychodelicznego rocka. Spacer mleczna drogą rozpoczynają melancholijne, niepokojące dźwięki, a później następuje rockowa eksplozja, nagrany zaś po kryjomu we wrocławskim Akademickim Studiu Radiowym Towarowy rusza do Indii to w swojej drugiej części jeszcze bardziej niepokojąca, narkotyczna „piosenka”, w której doszukiwano się propagowania znajdującego się w wolnym handlu rozpuszczalnika chemicznego o nazwie Trichloroeten, w skrócie TRI – którym odurzała się wówczas hipisująca polska młodzież (Kuryło świadomie zaszyfrował w tytule nazwę tego środka). Nagrań tych dokonało trio: Romuald Piasecki (śpiew, gitara), Andrzej Pluszcz (gitara basowa), Ireneusz Nowacki (perkusja).

### Okres drugi (1973–1980)
W 1973 roku Romuald Piasecki (lider; śpiew, gitara) reaktywował zespół Romuald i Roman, który powrócił na rynek muzyczny ponownie jako trio, mające w składzie podnownie Andrzeja Pluszcza (równolegle Big Band „Wrocław” i Spisek Sześciu; gitara basowa, wokal wspierający) i ponownie Stanisława Kasprzyka (perkusja). Nowym menedżerem w latach 1973–1974 był Ryszard Osmulski. W marcu 1973, z gościnnym udziałem Włodzimierza Wińskiego (Big Band „Wrocław” i Spisek Sześciu; saksofon tenorowy i sopranowy) zespół zarejestrował utwory autorstwa Piaseckiego (muzyka) i A. Kuryły (słowa): Spacer po mlecznej drodze (tytuł podobny do Spaceru mleczną drogą), Gdzie nie szedł nikt, Coś we mnie drzemie i Przeciwny wiatr. Utwory z tej sesji nie ukazały się do tej pory na żadnym nośniku, jedynie Przeciwny wiatr był emitowany w czerwcu 2017 roku w audycji radiowej „Ze szpulowca bigbitowca”. Styl grupy oscylował wówczas wokół mieszanki jazz-rocka, hard rocka i bluesa.
Po kilku miesiącach Piaseckiemu towarzyszyła nowa sekcja rytmiczna tworzona przez: Włodzimierza Krakusa (eks-Nurt; gitara basowa) i Ireneusza Nowackiego (perkusja). Wiosną 1974 roku do zespołu Hokus odszedł Krakus i Nowacki, który współpracował z Kwartetem Jazzowym Wiktora Zydronia i również z Hokusem. Piasecki zaś powiększył skład zespołu do kwartetu, w którym znaleźli się: Jacek Krzaklewski (gitara, wokal wspierający), Zbigniew Wrzos (gitara basowa, wokal wspierający) i ponownie Stanisław Kasprzyk (perkusja). W styczniu 1975 roku dołączył członek pierwszego składu grupy Jacek Baran (ps. Jan Jacek Baron; śpiew). Kolejnym menedżerem formacji został Marek Łaciak (1974–1977). W takim składzie Romuald i Roman wystąpił w warszawskiej Sali Kongresowej na imprezie z cyklu Eurorock (26 lutego 1975), a z końcem marca wziął udział w XII Festiwalu Jazz nad Odrą. W maju 1975 roku na dużej scenie Teatru Polskiego we Wrocławiu (sezon 1975/76), zespół wziął udział w polskiej prapremierze sztuki Jean-Louisa Barraulta Rabelais. Gargantua I Pantagruel (reż. Bogdan Jerković), prezentując muzykę autorstwa Zbigniewa Piotrowskiego i Juliana Kurzawy.
23 czerwca 1975 wystąpił podczas imprezy Rock przez cały rok – jazz, czyli jak polubić ptaka w ramach XIII KFPP w Opolu, wykonując m.in. utwory Towarowy rusza do Indii (muz. R. Piasecki, sł. A. Kuryło) i Coś we mnie drzemie (muz. R. Piasecki, sł. P. Iłżański), natomiast w sierpniu 1975 roku (starym zwyczajem) grał w tanecznym „Non Stopie” w hali warszawskiej „Gwardii”. Podczas tych dwóch koncertów śpiewał już w zespole wokalista Lesław Kot (grał także na flecie oraz instrumentach perkusyjnych), Baran zaś nadal sporadycznie współpracował z zespołem. Na początku 1976 roku do Piaseckiego, Krzaklewskiego i Kota dołączyli: Michał Kieńko (pianino Fendera, trąbka), Maciej Roda (eks-MSA 1111; gitara basowa) i Sarandis Juwanudis (perkusja). W marcu 1976 roku Romuald i Roman wystąpił na XIII Festiwalu Jazz nad Odrą we Wrocławiu. Zespół starał się usilnie korzystać ze swoich doświadczeń związanych z muzyką hardrockową i bluesową, ulegając równocześnie presji swego lidera, zafascynowanego amerykańskim jazz-rockiem spod znaku Weather Report i Return to Forever i nadal eksperymentując z improwizowanymi formami muzycznymi.
W wyniku kolejnych roszad personalnych, odszedł Krzaklewski, a do Piaseckiego, Kota i Juvanudisa dołączyli: Marek Purzycki (gitara basowa), Zbigniew Stemplowski (organy) i Krzysztof Orłowski (pianino, flet, instr. perkusyjne). W tym składzie zespół pojawił się na II Międzynarodowych Konfrontacjach Muzycznych „Pop Session” (1 sierpnia 1976) i nagrał w październiku 1976 roku kilka utworów dla Polskiego Radia (m.in. instrumentalną, jazz-rockową Patrycję, autorstwa Orłowskiego, Wieczorny nokturn z muzyką Kota do słów Krzysztofa Zuchory, czy utwory spółki Piasecki-Kuryło, jak np. XXI zbliża się wiek, Idź dalej). W utworze Idź dalej solówkę na trąbce zagrał M. Kieńko. Muzyk ten zaaranżował również cały materiał nagrany z myślą o longplayu, który nigdy się nie ukazał. Przygotowania trwały dwa tygodnie. W nagraniach tych sześcioosobowy skład wspomagała sekcją dęta, czyli Kieńko i Stanisław Siudak (saksofon, puzon). W listopadzie 1976 roku Romuald i Roman pojawił się w niemieckim programie telewizyjnym „Rund” (NRD). W połowie lat 70. przez zespół przewinął się także gitarzysta Zdzisław Janiak (później Budka Suflera).
Zespół czasy świetności miał już za sobą, lecz nadal grał dużą liczbę koncertów, a w swoich szeregach miał znakomitych muzyków. W 1977 roku, nowy skład grupy tworzyli: Mirosław Bielawski (śpiew; później Bank), Romuald Piasecki (śpiew, gitara), Jacek Krzaklewski (gitara), Janusz „Kuba” Góralski (instrumenty klawiszowe), Mieczysław Jurecki (eks-MSA 1111; gitara basowa), Leszek Chalimoniuk (eks-MSA 1111; perkusja; później Porter Band). W sierpniu 1977 roku Romuald i Roman wystąpił podczas gdańskiej imprezy „Rock Disco”, brał także udział w imprezach z cyklu Lato z radiem. Wkrótce do grupy Spisek odchodzą Łaciak i Góralski. Krzaklewski, Jurecki i Chalimoniuk po pewnym czasie również przeszli do Spisku, natomiast od 1978 Piasecki i Bielawski i kilkukrotnie powracający do zespołu Krzaklewski, występowali z nowymi muzycznymi partnerami, którymi byli: Zbigniew Lorentowicz (pianino Fendera), Wojciech Błażejewski (gitara basowa) i Ryszard Huczko (perkusja). W momencie, gdy nowy kierunek w polskiej muzyce rockowej zaczął wytyczać ruch Muzyka Młodej Generacji, Romuald & Roman zaczął tracić kontakt ze swoją publicznością, co automatycznie zepchnęło go na obrzeża rynku muzycznego.
Od 30 stycznia 1978 roku w zespole grał gitarzysta Zbigniew Żabowski (w miejsce Krzaklewskiego) – po pewnym czasie odszedł Lorentowicz. Formacja nadal koncertowała w wielu miastach Polski, m.in. w Częstochowie, Warszawie (po Homo Homini), Zielonej Górze (Dni Zielonej Góry), na III Ogólnopolskim Przeglądzie Twórczości Studenckiej Sabatar’78. W tym okresie oprócz autorskiego repertuaru lidera, zespół grał utwory Erica Claptona, Deep Purple i Edgara Wintera. Ostatnie 3 premierowe kompozycje Piaseckiego (m.in. Kto mnie tak odmienił) Romuald i Roman nagrał w kwietniu 1980 roku w Polskim Radiu Poznań w składzie: Mirosław Bielawski (śpiew), Romuald Piasecki (gitara, śpiew), Zbigniew Żabowski (gitara solowa), Wojciech Błażejewski (gitara basowa), Ryszard Huczko (perkusja), po czym zakończył swą wieloletnią działalność. W roku 1994 ukazał się album Romuald & Roman zawierający nagrania radiowe z różnych okresów działalności zespołu.

### Reaktywacja (2001)
17 lutego 2001 roku próbę reaktywacji grupy podjął jej były menedżer, obecnie właściciel Agencji Artystycznej „Jedynka” – Marek Łaciek. Zespół Romuald & Roman zebrał się w składzie, który tworzyli: Romuald Piasecki (śpiew, gitara), Jacek Baran (śpiew, gitara), Krzysztof Orłowski (instrumenty klawiszowe), Kazimierz Cwynar (gitara basowa, śpiew) i Mirosław Krawczyk (perkusja), z myślą o występie na jubileuszowym koncercie we wrocławskim klubie „Stajnia 8 A”. Przed występem Romuald Piasecki i Marek Łaciak udzielili wywiadu Piotrowi Metzowi w RMF FM. Mimo wielu planów i nadziei związanych z powrotem na scenę skończyło się tylko na zagraniu kilku okolicznościowych koncertów. W roku 2009 Bogusław Klimsa zrealizował dla TVP Kultura poświęcony grupie Romuald & Roman film dokumentalny Gdzie chłopaki z tamtych lat?. Założyciele formacji dawno wyemigrowali poza granicę kraju: Runowicz do Niemiec (menedżer i zespół przez długi czas nie miał z nim kontaktu), Piasecki do Anglii, Tylec zaś zmarł 11 grudnia 1990 roku we Wrocławiu (z tego powodu Runowicz i Tylec nie mogli wziąć udziału w zorganizowanym w 2001 koncercie). W roku 2007 ukazał się kolejny album – dwupłytowa kompilacja Z Archiwum Polskiego Radia, Vol. 5 – Romuald i Roman. W 2016 i 2019 roku, nakładem Kameleon Records, na rynku pojawiły się dwie części winylowej kompilacji pod wspólnym tytułem The Polish Psychedelic Trip. Pierwszy album zawiera trzy opublikowane po raz pierwszy utwory, zrealizowane w 1969 roku dla Telewizyjnego Ekranu Młodych: Słońce do rąk, R i R i Kamień, natomiast na drugim krążku opublikowano wersję radiową piosenki R i R z 1969 roku – wyemitowaną w grudniu 2013 roku w audycji „Ze szpulowca bigbitowca”.

## Muzycy
- Romuald Piasecki – śpiew, gitara (1968–1972, 1973–1980, 2001)
- Roman Runowicz – śpiew, gitara (1968–1971)
- Jacek Baran – gitara basowa, śpiew (1968–1969, 1975, 2001)
- Leszek Muth – gitara basowa (1969–1971)
- Andrzej Tylec – perkusja (1968–1971)
- Kazimierz Cwynar – gitara basowa (1971, 1975[18], 2001)
- Andrzej Pluszcz – gitara basowa (1973)
- Stanisław Kasprzyk – perkusja (1971, 1973–1975)
- Włodzimierz Krakus – gitara basowa (gitara basowa) (1973)
- Ireneusz Nowacki – perkusja (1972, 1973)
- Jacek Krzaklewski – gitara (1974–1976, 1977, 1978)
- Lesław Kot – śpiew (1975–1977)
- Zbigniew Wrzos – gitara basowa (1975)
- Tadeusz „Harnaś” Horoszczuk (1953–1993) – harmonijka ustna (1975)[18]
- Maciej Roda – gitara basowa (1976)
- Sarandis Juwanudis – perkusja (1975–1976)
- Marek Purzycki – gitara basowa (1976–1977)
- Zbigniew Stemplowski – organy Hammonda (1976–1977)
- Krzysztof Orłowski – instrumenty klawiszowe, flet, instrumenty perkusyjne (1976–1977)
- Michał Kieńko – pianino Fendera, trąbka (1976–1977)
- Stanisław Siudak – saksofon, puzon (1976)
- Zdzisław Janiak – gitara (druga połowa lat 70.)
- Mirosław Bielawski – śpiew (1977–1980)
- Janusz „Kuba” Góralski (1977) – instrumenty klawiszowe
- Mieczysław Jurecki – gitara basowa (1977)
- Leszek Chalimoniuk – perkusja (1977)
- Zbigniew Żabowski – gitara (1978–1980)
- Wojciech Błażejewski – gitara basowa (1978–1980)
- Ryszard Huczko – perkusja (1978–1980)
- Mirosław Krawczyk – perkusja (2001)
- Piotr Wroński - perkusja (1979)

Źródło: rateyourmusic.com

## Dyskografia

### Albumy
- Romuald & Roman (CD, Digiton, 1994) – kompilacja
- Z Archiwum Polskiego Radia, Vol. 5 – Romuald i Roman (2xCD Polskie Radio, 2007) – kompilacja
- The Polish Psychedelic Trip 1968–1971 (LP, Kameleon Records, 2016) – kompilacja
- The Polish Psychedelic Trip vol. II 1969–1976 (LP, Kameleon Records, 2019) – kompilacja[4]

### Single
- Pytanie czy hasło / Człowiek (SP, Muza, 1969)

### Kompilacje różnych wykonawców
- Przeboje Non Stop (LP, Muza, 1970) – utwór: Bobas